# Athens Internacional Radio
Athens International Radio es una estación de radio de Atenas que emite solamente en lenguas distintas del griego. Su frecuencia es 104.4 FM. Difunde en 13 lenguas (no simultáneamente): inglés, francés, alemán, español, italiano, ruso, árabe, albanés, polaco, búlgaro, rumano y tagalog.
Pertenece el municipio de Atenas y es un proyecto de Athena 98.4 FM. Comenzó a emitir en 2004.
Su descripción
Sus programas
- Datos: Q2869026